# Семь секунд (телесериал)
«Семь секунд» (англ. Seven Seconds) — американский криминальный драматический мини-сериал, созданный Виной Суд по мотивам российского фильма Юрия Быкова «Майор». Премьера состоялась 23 февраля 2018 года на Netflix. Сериал рассказывает о людях, участвовавших в расследовании смерти темнокожего подростка и о его семье. 18 апреля 2018 года Netflix подтвердил, что второго сезона не будет.

## Сюжет
Питер Яблонски, белый полицейский, случайно сбил и тяжело ранил Брентона Батлера — темнокожего подростка из Джерси-Сити. Яблонски вызывает своих напарников на место происшествия. Они предполагают, что Брентон мёртв, и решают скрыть преступление. Из-за несправедливости, отсутствия быстрого раскрытия дела и расовых проблем нарастает напряжённость среди темнокожих жителей города.

## В ролях

### Основные
- Клэр-Хоуп Эшити — Кей-Джей Харпер
- Бо Напп — Питер Яблонски
- Майкл Мосли — Джо «Рыба» Ринальди
- Дэвид Лайонс — Майк ДиАнджело
- Расселл Хорнсби — Исайя Батлер
- Рауль Кастильо — Феликс Осорио
- Патрик Мёрни — Мэнни Уилкокс
- Закари Момо — Сет Батлер
- Мишель Вентимилья — Мари Яблонски
- Реджина Кинг — Латрис Батлер

### Остальные
- Кори Шампань — Кадьюс Портер
- Надя Александер — Надин МакАллистер
- Коли-Мустафа Спикс — Мессия
- Адриана ДеМео — Тереза
- Джереми Дэвидсон — Джеймс Коннелли
- Гретчен Мол — Сэм Хеннесси
- Сойер Нихаус — Мэгги Ринальди

## Эпизоды
| №  | Название                                              | Режиссёр        | Автор сценария            | Дата премьеры   |
| -- | ----------------------------------------------------- | --------------- | ------------------------- | --------------- |
| 1  | «Pilot» «Пилот»                                       | Гэвин О’Коннор  | Вина Суд                  | 23 февраля 2018 |
| 2  | «Brenton's Breath» «Дыхание Брентона»                 | Джонатан Демми  | Вина Суд                  | 23 февраля 2018 |
| 3  | «Matters of Life and Death» «Вопросы жизни и смерти»  | Джон Эмиел      | Джей Дэвид Шэнкс          | 23 февраля 2018 |
| 4  | «That What Follows» «Что следует»                     | Таня Гамильтон  | Дэн Новак                 | 23 февраля 2018 |
| 5  | «Of Gods and Men» «Боги и люди»                       | Коки Гедройц    | Шалиша Фрэнсис            | 23 февраля 2018 |
| 6  | «Until It Do» «Пока это не произойдет»                | Эрнест Дикерсон | Франческа Слоун           | 23 февраля 2018 |
| 7  | «Boxed Devil» «Дьявол в штучной упаковке»             | Эд Бьянки       | Ретт Росси                | 23 февраля 2018 |
| 8  | «Bailed Out» «Спасение из беды»                       | Дэн Аттиас      | Эванджелин Ордас          | 23 февраля 2018 |
| 9  | «Witnesses for the Prosecution» «Свидетели обвинения» | Виктория Махони | Джон Лопес                | 23 февраля 2018 |
| 10 | «A Boy and a Bike» «Мальчик и велосипед»              | Эд Бьянки       | Вина Суд и Шалиша Фрэнсис | 23 февраля 2018 |

## Производство

### Разработка
18 октября 2016 года было объявлено, что Netflix заказал сериал на один сезон, состоящий из 10 эпизодов. Сериал был создан Виной Суд совместно с Гэвином О’Коннором, заявленный режиссёром. Суд и О’Коннор также выступили исполнительными продюсерами вместе с Лоуренсом Бендером, Кевином Брауном, Алексом Резником и Дэном Новаком. Производством сериала занялась компания Fox 21 TV Studios.
18 апреля 2018 года Netflix объявил, что не будет продлевать сериал на второй сезон.

### Кастинг
25 октября 2016 года было объявлено, что Дэвид Лайонс и Бо Напп присоединились к сериалу в качестве постоянных персонажей. 17 ноября 2016 года Расселл Хорнсби, Рауль Кастильо и Закари Момо присоединились к основному составу. Позже в том же месяце Майкл Мосли и Патрик Мёрни стали актёрами сериала. 1 декабря 2016 года было подтверждено, что Реджина Кинг сыграет в сериале Латрис Батлер. Несколько недель спустя стало известно, что Клэр-Хоуп Эшити сыграет главную роль в сериале.

## Релиз
24 января 2018 года Netflix выпустил официальный трейлер сериала и серию фотографий со съёмок.

## Приём

### Критика
Сериал получил положительный отклик у критиков. На веб-сайте агрегации обзоров Rotten Tomatoes сериал сертифицирован как свежий, получив рейтинг одобрения 77 % со средним рейтингом 6,02 из 10 на основании 44 отзывов. Критический консенсус сайта гласит: «Семь секунд — сериал с непривлекательными персонажами и несколько предсказуемыми сюжетными арками, но его мрачные отражения социального и расового разделения оживляются талантливыми актёрами и бесстрашным общим повествованием». Metacritic, который использует средневзвешенное значение, присвоил сериалу 68 баллов из 100 на основании 20 критических отзывов, что указывает на «в целом благоприятные отзывы».

### Награды и номинации
| Премия            | Категория                                              | Номинация                 | Результат | Прим.         |
| ----------------- | ------------------------------------------------------ | ------------------------- | --------- | ------------- |
| Black Reel Awards | Лучший телефильм или мини-сериал                       | Seven Seconds             | Победа    | [ 13 ]        |
| Black Reel Awards | Лучшая актриса телефильма или мини-сериала             | Реджина Кинг              | Победа    | [ 13 ]        |
| Black Reel Awards | Лучший актёр второго плана телефильма или мини-сериала | Corey Champagne           | Номинация | [ 13 ]        |
| Black Reel Awards | Лучший актёр второго плана телефильма или мини-сериала | Расселл Хорнсби           | Победа    | [ 13 ]        |
| Black Reel Awards | Лучший режиссёр телефильма или мини-сериала            | Эрнест Дикерсон           | Номинация | [ 13 ]        |
| Black Reel Awards | Лучший режиссёр телефильма или мини-сериала            | Виктория Махони           | Номинация | [ 13 ]        |
| Black Reel Awards | Лучший сценарий телефильма или мини-сериала            | Вина Суд и Шалиша Фрэнсис | Победа    | [ 13 ]        |
| Эмми              | Лучшая женская роль в мини-сериале или фильме          | Реджина Кинг              | Победа    | [ 14 ] [ 15 ] |
| Золотой глобус    | Лучшая женская роль в мини-сериале или телефильме      | Реджина Кинг              | Номинация | [ 16 ] [ 17 ] |